# Schlacht von Bulgnéville

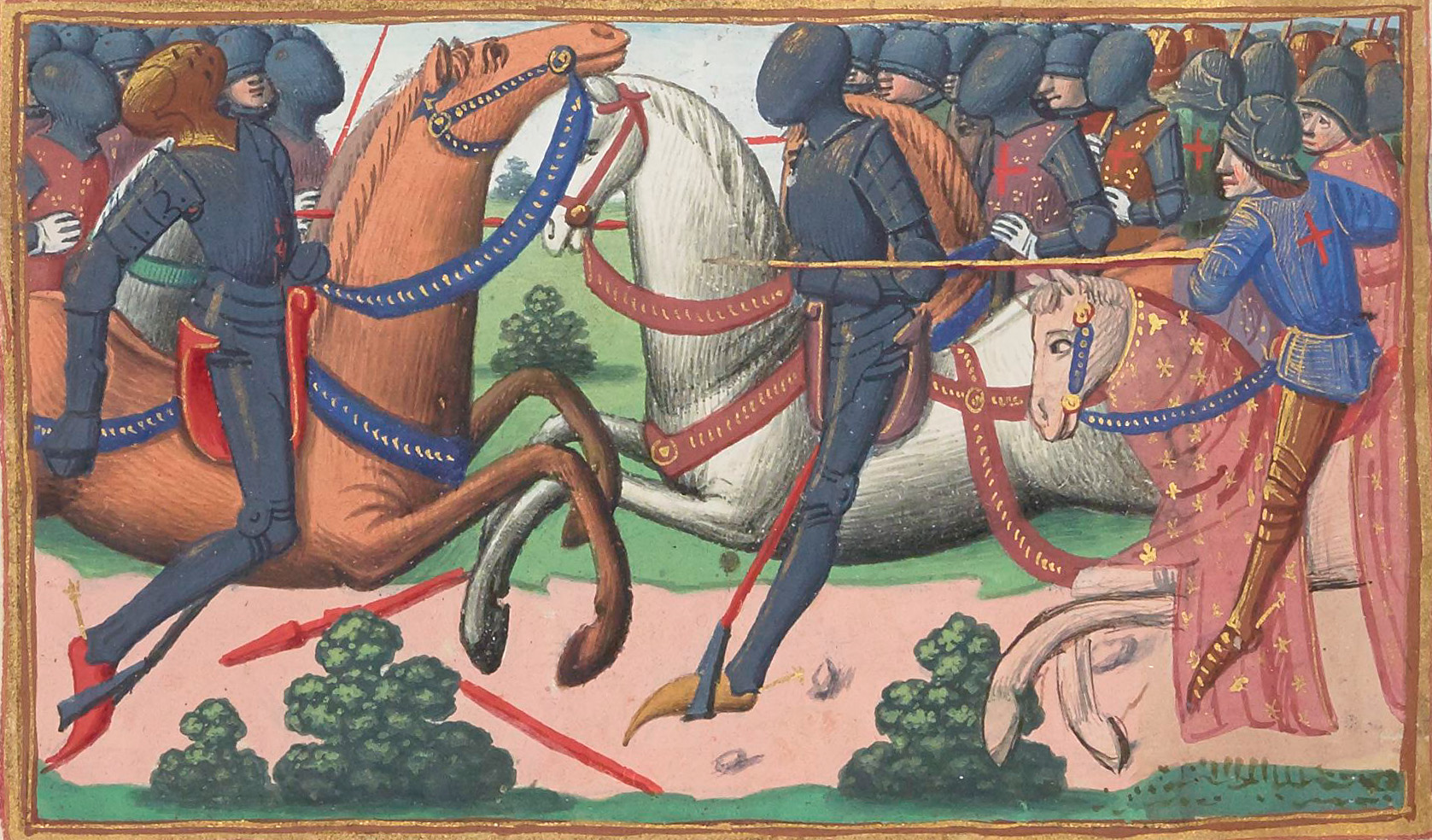
Schlacht von Bulgnéville (1431).

Die Schlacht von Bulgnéville vom 2. Juli 1431 war eine Erbauseinandersetzung um das Herzogtum Lothringen nach dem Tod des Herzogs Karl II. Ort der Schlacht war Bulgnéville bei Neufchâteau.
Die Gegner der Schlacht waren die beiden Vettern René I. d’Anjou und Antoine de  Vaudémont. Das Ergebnis der Schlacht, Renés Niederlage und Gefangennahme, wurde auf diplomatischem Weg in den Jahren danach ins Gegenteil verkehrt.

## Vorgeschichte
Herzog Karl II. hatte mangels Söhnen bestimmt, dass seine Tochter Isabella ihn beerben solle. 1420 hatte er sie mit René d’Anjou verheiratet, der im Jahr zuvor das Herzogtum Bar übernommen hatte. Karls Erbregelung wurde von seinem Neffen Antoine von Vaudémont bereits zu Lebzeiten des alten Herzogs angefochten, woraufhin Karl ihn enterbte. Karls Angriffe auf Antoines Besitz liefen jedoch ins Leere, da Antoine mit Philipp dem Guten einen mächtigen Verbündeten gefunden hatte. Nach dem Eintreten des Erbfalls nahm Antoine den Kampf um das Herzogtum wieder auf.

## Die Schlacht
Antoine de Vaudémont verfügte über 4000 Reiter und 5000 Infanteristen, die unter dem Kommando von Toulongeon standen, dem Marschall des Herzogs von Burgund. René hatte Unterstützung von seinem Schwager, dem französischen König Karl VII. bekommen, der ihm Truppen, 4000 Reiter und 6000 Infanteristen, unter dem Kommando des alten Soldaten Arnault Guilhem de Barbazan schickte. Unglücklicherweise waren die französischen Truppen inhomogen und unerfahren. Pfalzgraf Ludwig III., ein Schwager des gestorbenen Herzogs, schickte 500 Ritter.
René, der die Grafschaft Vaudémont besetzen wollte, traf einen Kilometer westlich von Bulgnéville, zwischen Vaudoncourt und dem Flüsschen Anger, auf die Burgunder. Die Truppen Vaudémonts stellten sich auf einem leichten Hang auf, wo sie von den Truppen Renés angegriffen wurden, die alleine aufgrund ihrer zahlenmäßigen Überlegenheit den Sieg bereits sicher glaubten. Ihre Attacke wurde jedoch von den picardischen Bogenschützen Toulongeons aufgehalten, es entwickelte sich ein Nahkampf, der nach nur einer Stunde entschieden war, als die lothringischen Reihen einbrachen. Barbazan wurde getötet (er wurde später auf Befehl Karls VII. in der Basilika Saint-Denis, der Nekropole der französischen Könige, bestattet). Robert de Baudricourt, der zwei Jahre zuvor Jeanne d’Arc ein Pferd und eine Eskorte gegeben hatte, damit sie Karl VII. in Chinon aufsuchen konnte, gelang die Flucht. René d’Anjou jedoch fiel in die Hände Toulongeons, der ihn an den Herzog von Burgund weiterreichte.
Zu den Gefallenen zählte u. a. Graf Johann von Saarwerden.

## Ergebnis
Antoine de Vaudémont glaubte sich als Sieger, konnte aber nicht die Herrschaft in Lothringen übernehmen, da der deutsche König Sigismund dem entgegentrat und auf einem Schiedsgericht in Basel 1434 René mit Lothringen belehnte. Zuvor hatte Philipp von Burgund erreicht, dass René und Antoine einen Ehevertrag für Renés Tochter Jolanthe und Antoines Sohn Friedrich abschlossen, der aufgrund des geringen Alters Jolanthes erst 1445 zur Ehe führte. Die Ehe zwischen Renés Erben Johann und Maria von Bourbon, einer Nichte Philipps, die 1444 geschlossen wurde, stabilisierte den Frieden zusätzlich.

## Literarische Nachwirkung
Das Schicksal vieler in der Schlacht gefallener Ritter und Fürsten wurde von dem Mainzer Meistersinger Bernkopf in einem Lied besungen.